# Divizia 72 Infanterie austro-ungară (1916-1918)
Divizia 72 Infanterie austro-ungară a fost una din marile unități tactice ale Armatei Austro-Ungare, participantă la acțiunile militare de pe frontul român, în timpul Primului Război Mondial. În această perioadă, a fost comandată de generalul Georg Hefelle von Nagykárolyfalva. :pp. 184-185
În campania anului 1916 împotriva României a luat parte la luptele de la Praid-Sovata și la cea de pe muntele Cipchieș. :passim